# 澤弗冰川
69°28′S 68°36′W / 69.467°S 68.600°W
澤弗冰川（英語：Zephyr Glacier），是南極洲的冰川，位於帕爾默地，全長13公里，流經埃傑爾山西南部，最終在傑里米角以南注入喬治六世海峽，現時由南極條約體系管理。